# Кнежевић Коса
Кнежевић Коса је насељено место на Кордуну, у саставу општине Војнић, Карловачка жупанија, Република Хрватска.

## Географија
Налази се око 4 км северно од Војнића.

## Историја
У селу се налазила четвороразредна основна школа, која је напуштена већ прије распада Југославије. У селу се налази и споменик НОБ. Кнежевић Коса се од распада Југославије до августа 1995. године налазила у Републици Српској Крајини, након чега је у хрватској војној операцији Олуја етнички очишћена.

## Становништво
Кнежевић Коса је према попису из 2011. године имала 119 становника.

### Број становника по пописима
| Националност   | 2001. | 1991. | 1981. | 1971. | 1961. | 1953. | 1948. | 1931. | 1921. | 1910. | 1900. | 1890. | 1880. | 1869. | 1857. |
| бр. становника | 135   | 172   | 174   | 195   | 211   | 213   | 207   | 266   | 208   | 221   | 213   | 221   | 162   | 215   | 202   |

- напомене:

До 1971. исказивано под именом Кнежевић-Коса.

### Национални састав
| Националност       | 1991.        | 1981.        | 1971.        | 1961.        |
| Срби               | 171 (99,41%) | 147 (84,48%) | 188 (96,41%) | 208 (98,57%) |
| Хрвати             | 0            | 0            | 0            | 2 (0,94%)    |
| Југословени        | 0            | 26 (14,94%)  | 7 (3,58%)    | 0            |
| остали и непознато | 1 (0,58%)    | 1 (0,57%)    | 0            | 1 (0,47%)    |
| Укупно             | 172          | 174          | 195          | 211          |